# Ербендорф
Ербендорф (њем. Erbendorf) град је у њемачкој савезној држави Баварска. Једно је од 26 општинских средишта округа Тиршенројт. Према процјени из 2010. у граду је живјело 5.363 становника. Посједује регионалну шифру (AGS) 9377116.

## Географски и демографски подаци
Ербендорф се налази у савезној држави Баварска у округу Тиршенројт. Град се налази на надморској висини од 506 метара. Површина општине износи 67,6 km². У самом граду је, према процјени из 2010. године, живјело 5.363 становника. Просјечна густина становништва износи 79 становника/km².